# Giacomo Martinetti

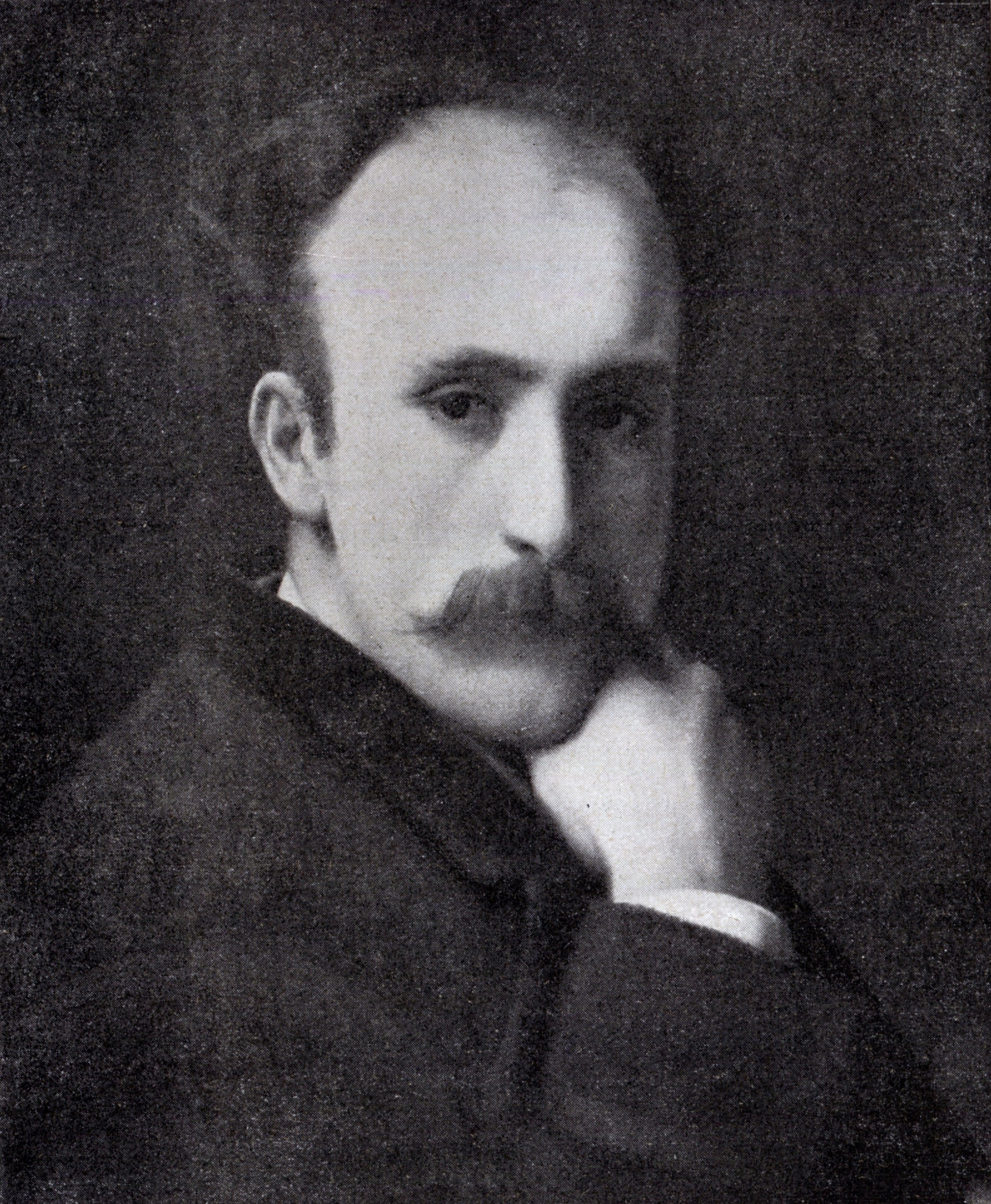
Antonio Ciseri, Ritratto di Giacomo Martinetti, ubicazione ignota, 1872

Giacomo Martinetti (Firenze, 1º settembre 1842 – Firenze, 30 gennaio 1910) è stato un pittore italiano.

## Biografia
Giacomo Martinetti nacque a Firenze da Carlo e da Maddalena Maselli, originari di Barbengo nel Canton Ticino. La famiglia era abbastanza agiata, in particolare il marito di una zia materna era stato in Algeria, dove aveva accumulato una notevole fortuna, e annoverava già alcuni artisti soprattutto fra gli zii paterni: Antonio e Giuseppe Martinetti erano entrambi decoratori-stuccatori, Pietro Martinetti aveva sposato Giuseppina Fontana, zia del pittore Ernesto Fontana, e infine Maria Francesca Martinetti si era maritata Pellini, altra celebre famiglia di artisti originaria dell'alto varesotto. 
Il giovane compì gli studi a Firenze, luogo prediletto da una vasta comunità di artisti ticinesi, dove ebbe come maestro il pittore pure ticinese Antonio Ciseri, sotto la cui protezione si svolse gran parte della sua parabola artistica.
Lo studio di Ciseri, ubicato a Firenze in Palazzo Aldobrandini in Via delle Belle Donne, in ambienti in precedenza occupati prima da Jean-Auguste-Dominique Ingres e poi da Franz Adolf von Stürler, era frequentato in quegli anni da molti giovani artisti tra i quali Niccolò Cannicci, Edoardo Gelli, Egisto Sarri, Raffaello Sorbi, Pietro Senno, con quest’ultimo Martinetti fu legato da un rapporto di fraterna e profonda amicizia.
Fu in questo ambito che egli eseguì le sue prime prove pittoriche quali il bozzetto, recentemente apparso sul mercato antiquario, che reca su di un lato la copia del dipinto San Giovanni rimprovera Erode ed Erodiade (1843) e sull’altro la figura della Maddalena piangente e scarmigliata tratta dal Trasporto di Cristo al Sepolcro (1864-1870), opere entrambe di Ciseri.
Il suo esordio ufficiale nel mondo dell’arte avvenne in occasione della I° Esposizione Italiana, che si svolse a Firenze nel 1861 presso la ex Stazione Leopolda, dove presentò uno studio dal vero a mezza figura con il David (ubicazione ignota). 
A questa fase giovanile appartengono il Guglielmo Tell (ubicazione ignota) ed il Giotto che disegna osservato da Cimabue della Pinacoteca cantonale G. Züst, e del quale conosciamo lo studio preparatorio (Firenze, collezione privata), dipinto di chiara ispirazione purista nella composizione generale e nella scelta dei colori, forse da porre in relazione con un cartone di Ciseri con lo stesso soggetto, per la decorazione di un piano di tavola in mosaico, presentato alla Esposizione di Parigi del 1855.
Negli anni tra il 1863 ed il 1865 prese parte alle mostre indette dalla Società Promotrice delle Belle Arti di Firenze dove espose nel 1863 il Michelangelo rifiuta ad Alessandro de’ Medici di scegliere il luogo e di costruire la Fortezza (ubicazione ignota) e nel 1864 la Fanciulla dormiente (Firenze, Galleria d’Arte Moderna di Palazzo Pitti), della quale esistono due disegni preparatori (Firenze, collezione privata), soggetto questo, il nudo femminile disteso, tipicamente accademico.
Nel 1866 compì un viaggio in Algeria forse in compagnia dello zio ed in tale occasione dipinse un ritratto di un giovane arabo ed un ritratto di un arabo con turbante.
Il suo primo lavoro di un certo impegno fu comunque la grande pala con il San Carlo Borromeo durante la peste di Milano, eseguito nel 1871 per l’omonima Chiesa di Cernesio presso Lugano, su incarico dello zio Carlo Martinetti e della di lui moglie Francesca Maselli. Il dipinto, del quale conosciamo il bozzetto ad olio su tela dell’intera composizione ed il disegno per la figura del Santo (Firenze, collezione privata), fu inviato all’Esposizione di Vienna del 1873 a fare da pendant con il Martirio dei Maccabei di Ciseri (1852-1863). Questo quadro in cui la ricerca del vero è spinta in direzione di un notevole grado di realismo, che sembra anche recuperare memoria di certa pittura lombarda della seconda metà del XVI secolo, fu accolto con grandi riserve da parte della critica del tempo che lo accusò di essere eccessivamente convenzionale e scolastico:
È un quadro senza splendori, senz’angioli, senza nimbi gloriosi, tutto terreno, ove primeggia, come protagonista, la carità dell’illustre prelato. […] Siamo in una soffitta, albergo della miseria e dello squallore; sopra un lurido lettuccio giace una morta. Il cardinale, in atto di scendere i primi gradini di una scala, mezza scalcinata, stringe contro il petto un fanciullo, il figlio della morta, e lo porta seco in luogo ove gli saranno ministrati i soccorsi necessari al suo stato. La luce che piove dall’alto investe l’innanzi del quadro, la figura del santo e del fanciullo, lasciando nell’ombra e nel mistero il fondo della squallida stanza, il letto e la donna. La porpora e i cenci, il coraggio e l’abbattimento, la serenità dell’animo e lo sconforto, la salute e la infermità sono felicissimi contrapposti che valgono moralmente e materialmente a dare spicco al dipinto del nostro artista. La poesia dell’argomento, il Martinetti l’ha sentita, e l’ha resa con molta evidenza; quindi per il lato subbiettivo non merita che lodi sincere, lodi che si riversano in parte anche sulla obbiettività dell’opera ricordata. Dico in parte, perché mentre la trovata delle linee del fondo, e delle due figure principali sono bellissime; mentre alcuni pezzi sono dipinti con vigore, e di mirabile giustezza, altri rimangono appetto a quelli un po’ scadenti; come di fronte alla schietta verità di certi toni appariscono convenzionali e di scuola certi altri. Il qual difetto di convenzionalismo scolastico è da rimproverarsi in specie alle tinte del fondo, dove l’abuso del violetto, per raffreddare il bruno caldo delle ombre, manifesta più artifizio che arte. Nel tutto assieme per quanto la testa del Santo manchi d’ispirazione, il quadro è opera non volgare; e quando l’artista, col sentimento che lo distingue, non lasci di studiare analiticamente i più piccoli particolari del vero, potrà darci opere improntate di originalità, e degne di molta considerazione.»
Nel 1873 eseguì Dianora de’ Castracani rinviene Castruccio nella vigna (Firenze, Galleria d’Arte Moderna di Palazzo Pitti), del quale esiste un disegno di studio (Firenze, collezione privata), episodio storico narrato da Machiavelli, che per l’inserimento della scena in un paesaggio naturalistico pare riecheggiare certi contemporanei dipinti di Senno. Il dipinto presenta Dianora, sorella del nobile lucchese Antonio Castracani, che rimasta vedova e senza figli, recandosi una mattina al levare del sole in una vigna fuori dalle mura cittadine, che appaiono sullo sfondo, per raccogliere erbe selvatiche, rinviene tra le frasche un infante abbandonato, che sarà da lei e dal fratello allevato e al quale sarà dato il nome di Castruccio, in memoria del loro padre defunto.
Negli anni 1872-1873, dovendo Ciseri eseguire quattro pale d’altare per la Chiesa del Santo Sepolcro a Gerusalemme raffiguranti rispettivamente San Pietro, San Paolo, San Francesco e Santa Margherita da Cortona, fu commissionato anche a Martinetti, grazie alla mediazione del maestro, il dipinto con la Santa Chiara (1873).
Nel 1875 in occasione delle celebrazioni per il terzo centenario dalla morte di Michelangelo fu coinvolto nella pubblicazione del libro di Aurelio Gotti Vita di Michelangelo Buonarroti, per il quale eseguì il disegno per l’incisione con Michelangelo al letto di Vittoria Colonna morta, dove l’artista seduto ai piedi del letto rende omaggio all’amica ormai scomparsa. 
Il 6 febbraio del 1876 egli sposò a Firenze Maria Altrocchi, nata negli Stati Uniti da famiglia italiana, essendo figlia del musicista Domenico Altrocchi, dalla quale avrebbe avuto sei figli, tre maschi e tre femmine, a partire dal primogenito Carlo Domenico nato nel 1878.
Come già il suo maestro Ciseri ampio spazio nella sua produzione pittorica ebbe la ritrattistica, eseguì infatti tra gli altri il ritratto della nonna Maria Marcellina Trolli, due ritratti della moglie, uno nel 1875 ed uno nel 1876, quelli della suocera Pauline Hemenway e della di lei madre Mary Cummings, il ritratto di gruppo in un interno con tre fanciulle, forse tre sorelle, nel 1877 (Rochester, New York, George Eastman Museum), i ritratti dell’amico Pietro Senno e della moglie nel 1882 circa (Portoferraio, Pinacoteca Comunale Foresiana).
Negli anni Ottanta gli furono commissionati tre dipinti per la Chiesa di San Salvatore a Gerusalemme il San Rocco (1886), l'Ultima cena (1886), la Cena in Emmaus (1891).
Dopo la scomparsa di Ciseri eseguì sempre per la Chiesa del Santo Sepolcro a Gerusalemme Dopo la Crocifissione o La Madonna in casa di Giovanni (1893), del quale conosciamo due disegni preparatori per la figura della Madonna, che fu considerato uno dei suoi quadri più riusciti. Così veniva descritto con toni enfatici da Paolo Minucci del Rosso: 
Sempre nel 1893 eseguì la Santa Francesca Romana per la Chiesa di San Carlo a Civezza in Liguria, quadro di essenziale composizione, dove la Santa posta di tre quarti con le mani sollevate e gli occhi rivolti a Dio, è raffigurata nell’atto di pregare davanti alle Sacre Scritture, mentre dietro di lei un angelo fanciullo con le braccia incrociate ascende al Cielo.
La stessa Santa fu rappresentata nel 1896 in una pala d’altare dalla ben più complessa articolazione, che fu commissionata per la Chiesa di Cernesio dove, collocata di fronte al San Carlo Borromeo eseguito venticinque anni prima, andava a completare la decorazione dell’edificio fatto costruire dagli zii paterni. Il dipinto Santa Francesca Romana che distribuisce il pane ai poverelli fu ampiamente lodato dalla critica per essere il pittore rimasto fedele alla buona tradizione della Scuola Toscana, secondo la lezione data dal maestro Ciseri, e per essersi mantenuto entro la “cerchia del vero e del naturale”, riuscendo a dare vita ad una tela di notevoli dimensioni con ben dodici figure:
Belle pure le figure principali delle due cognate, le quali sebbene abbiano comune fra di loro l’amore del prossimo, pure non ne sono nel modo stesso, e con la stessa potenza accese e riscaldate, differenza che il Nostro seppe ben rilevare nella diversa espressione dei volti, poiché mentre in quello della Vannozza si scorge il sentimento di una persona che adempie con buona volontà ad un dovere che la conoscenza le impone, nel viso pallido e smagrito di Francesca, nella umiltà e modestia dei suoi sguardi, nell’angelico sorriso che le sfiora le labbra s’intravede un raggio dell’amor di Dio che tutto lo illumina e lo irradia di una bellezza che non è mortale.»
Nel 1898 presentò il dipinto con la Sacra Famiglia al Concorso per il miglior quadro rappresentante tale soggetto, indetto da Papa Leone XIII all’interno dell’Esposizione di Arte Sacra di Torino. Pur non risultando vincitrice del premio, la tela di Martinetti fu grandemente apprezzata, tanto da essere riprodotta in numerose serie di santini:
Sempre sul finire del secolo XIX si dovrebbe collocare il dipinto, non rintracciato, con Nostra Signora del Sacro Cuore di Gesù per l’Istituto Santa Maria di Bellinzona.
Nel 1901 eseguì per la Chiesa di San Leone Magno fuori Firenze Santa Margherita da Cortona davanti al crocifisso, dove la Santa vestita come una umile contadina prega davanti al Crocifisso, secondo il modello del dipinto con analogo soggetto realizzato da Ciseri per il Santo Sepolcro di Gerusalemme.
Martinetti fu professore all’Istituto di Belle Arti di Firenze e membro dell’Accademia delle arti del disegno, nella quale fu eletto prima Accademico Onorario (1885) e poi Accademico Corrispondente (1899). Fu tra i sostenitori del progetto di Augusto Betti per il Monumento a Vittorio Emanuele II a Roma (1871) e fece parte della giuria del Concorso Alinari per l’illustrazione della Divina Commedia (1900), insieme a Federico Andreotti, Isidoro Del Lungo, Arturo Faldi ed Augusto Passaglia. 
La sua ultima opera nota risulta essere il ritratto della moglie eseguito nel 1907; l’anno precedente era stato lui stesso ritratto dall’amico pittore Vittorio Corcos (Firenze, Accademia delle Arti del Disegno).
La morte lo colse nella sua abitazione di Firenze, in Viale Regina Margherita 21 (attuale Viale Spartaco Lavagnini), il 30 gennaio del 1910 all’età di 67 anni. Alle esequie, che ebbero luogo nella Basilica di San Lorenzo, furono presenti tra gli altri Francesco Ciseri, figlio del suo maestro, i pittori Vittorio Corcos, Arturo Faldi, Ruggero Focardi, Luigi Gioli, lo scultore Dante Sodini, il fotografo Vittorio Alinari, lo scrittore Renato Fucini, il soprintendente Giovanni Poggi, il senatore Pietro Torrigiani; fu sepolto al Cimitero delle Porte Sante.
Tratto da C. Cordoni, Giacomo Martinetti, un pittore ticinese nella Firenze dell’Ottocento, in "Le Antiche Dogane", a. XXII, n. 264, giugno 2021, pp. 6-7.

## Galleria d'immagini

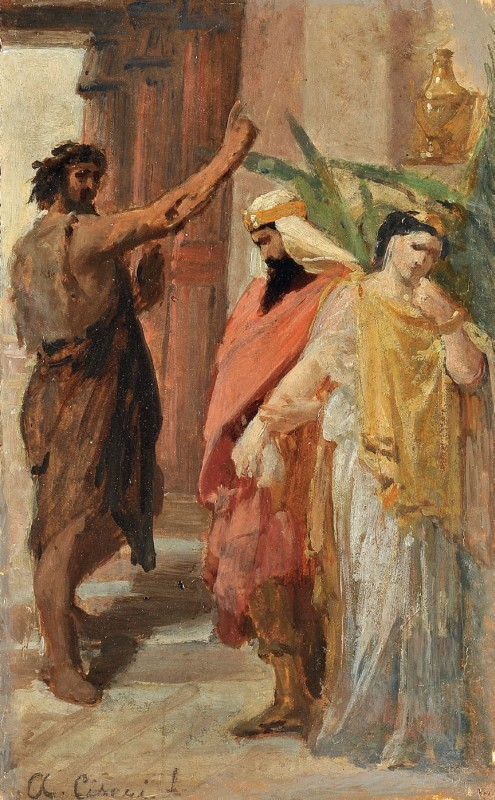
Giacomo Martinetti, San Giovanni rimprovera Erode ed Erodiade, 1843

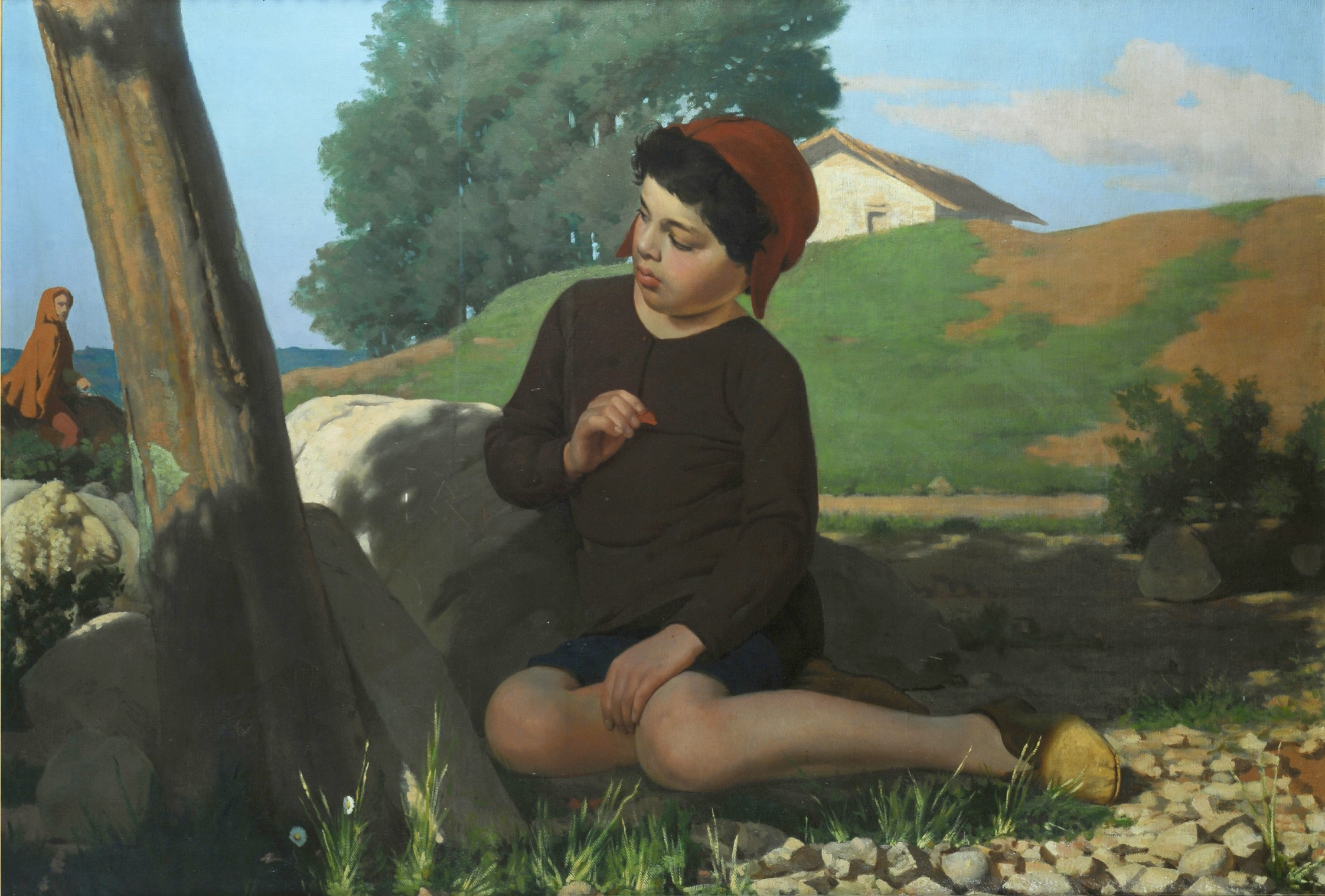
Giacomo Martinetti, Giotto che disegna osservato da Cimabue

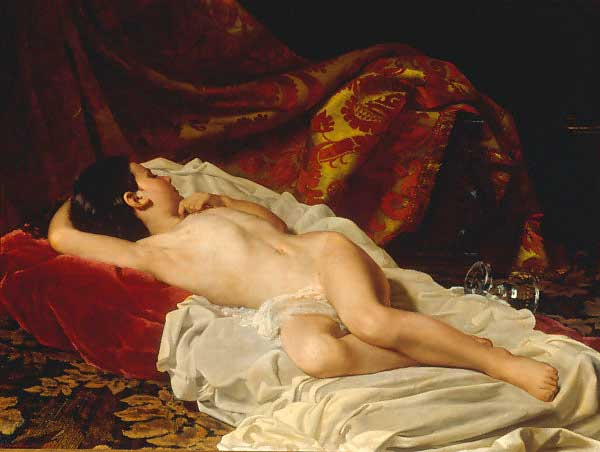
Giacomo Martinetti, Fanciulla dormiente, Firenze, Galleria d’Arte Moderna di Palazzo Pitti, 1864

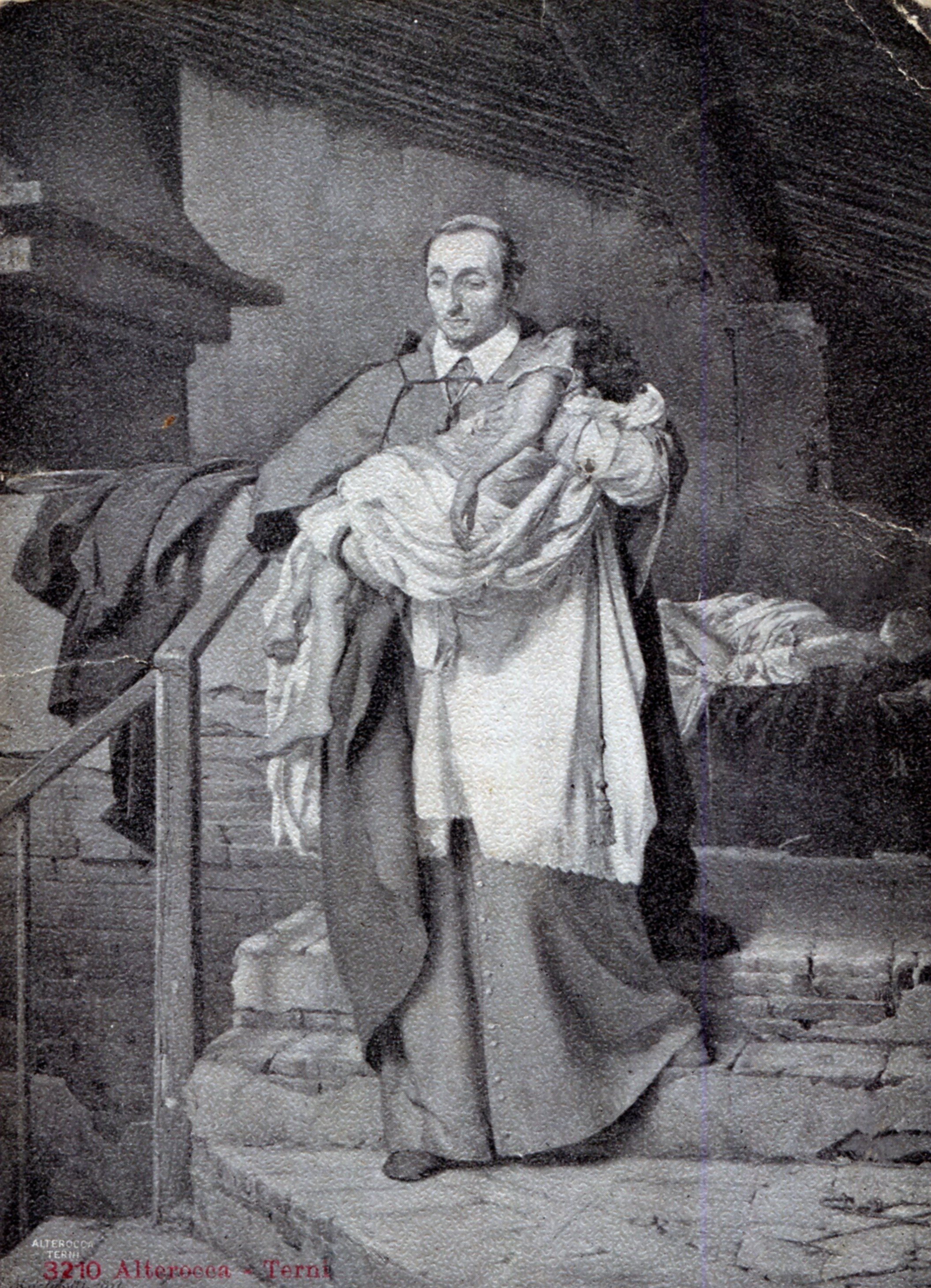
Giacomo Martinetti, San Carlo Borromeo durante la peste di Milano, Cernesio, Chiesa di San Carlo, 1871

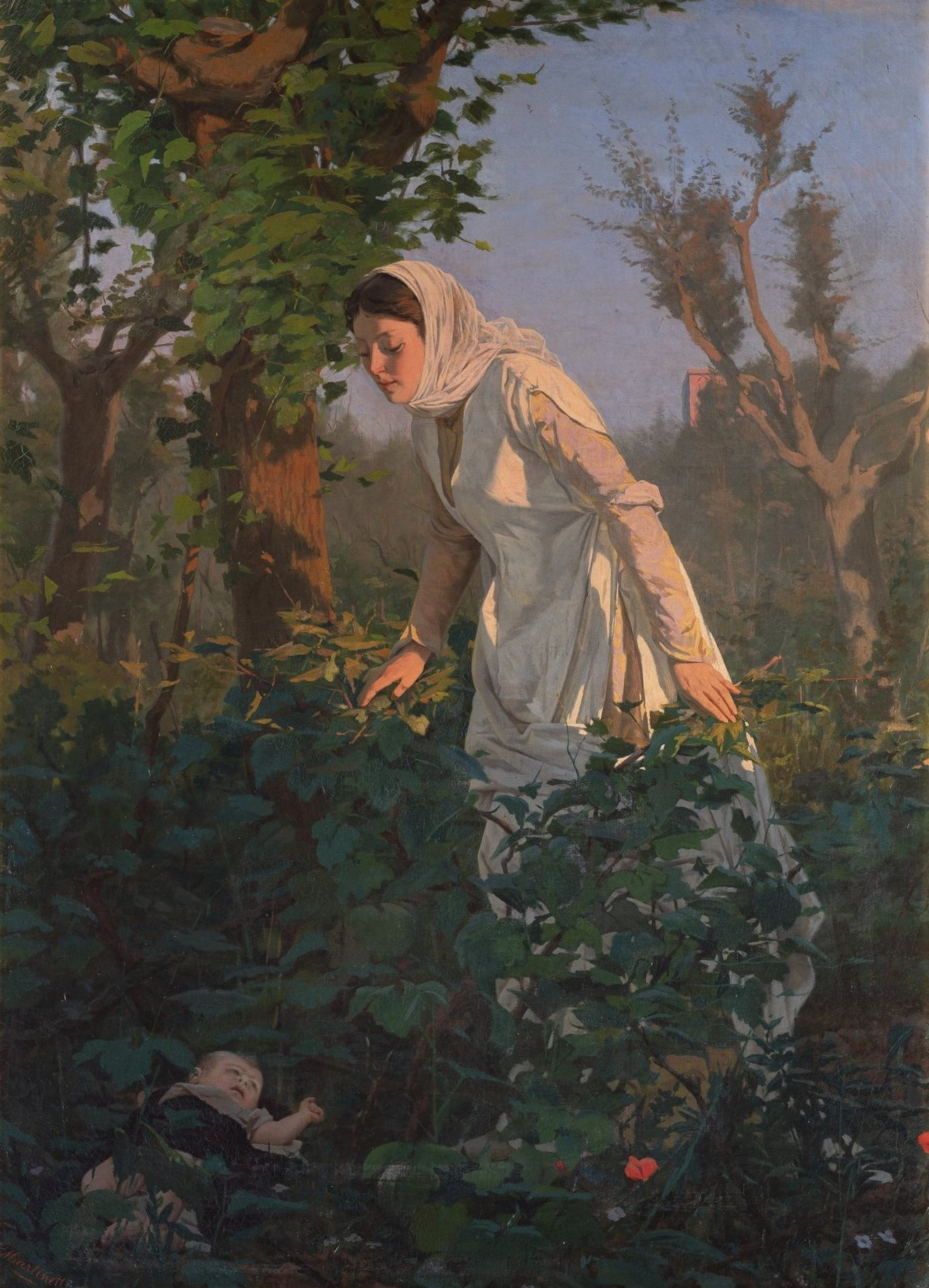
Giacomo Martinetti, Dianora de’ Castracani rinviene Castruccio nella vigna, Firenze, Galleria d’Arte Moderna di Palazzo Pitti, 1873

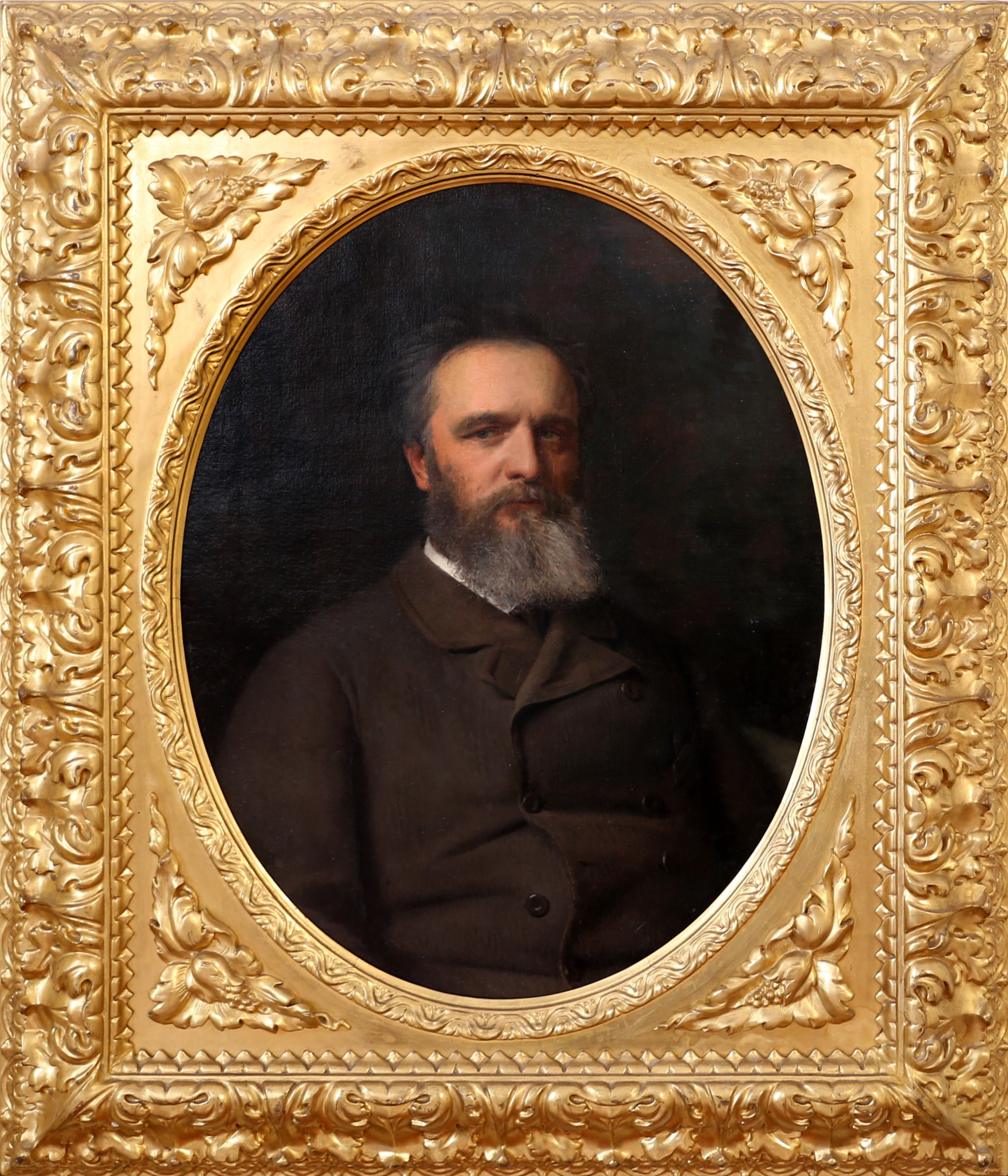
Giacomo Martinetti, Ritratto di Pietro Senno, Portoferraio, Pinacoteca Comunale Foresiana, ca. 1882

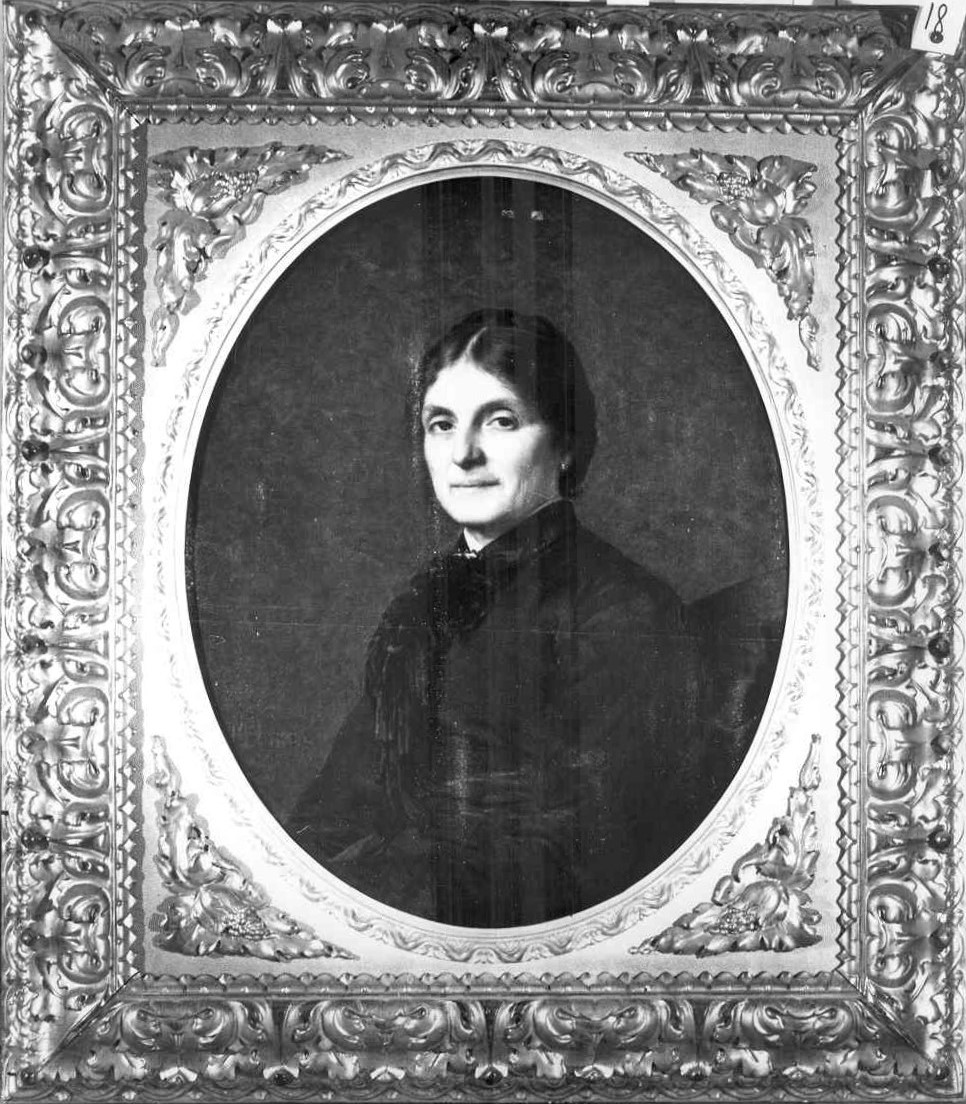
Giacomo Martinetti, Ritratto della moglie di Pietro Senno, Portoferraio, Pinacoteca Comunale Foresiana, ca. 1882

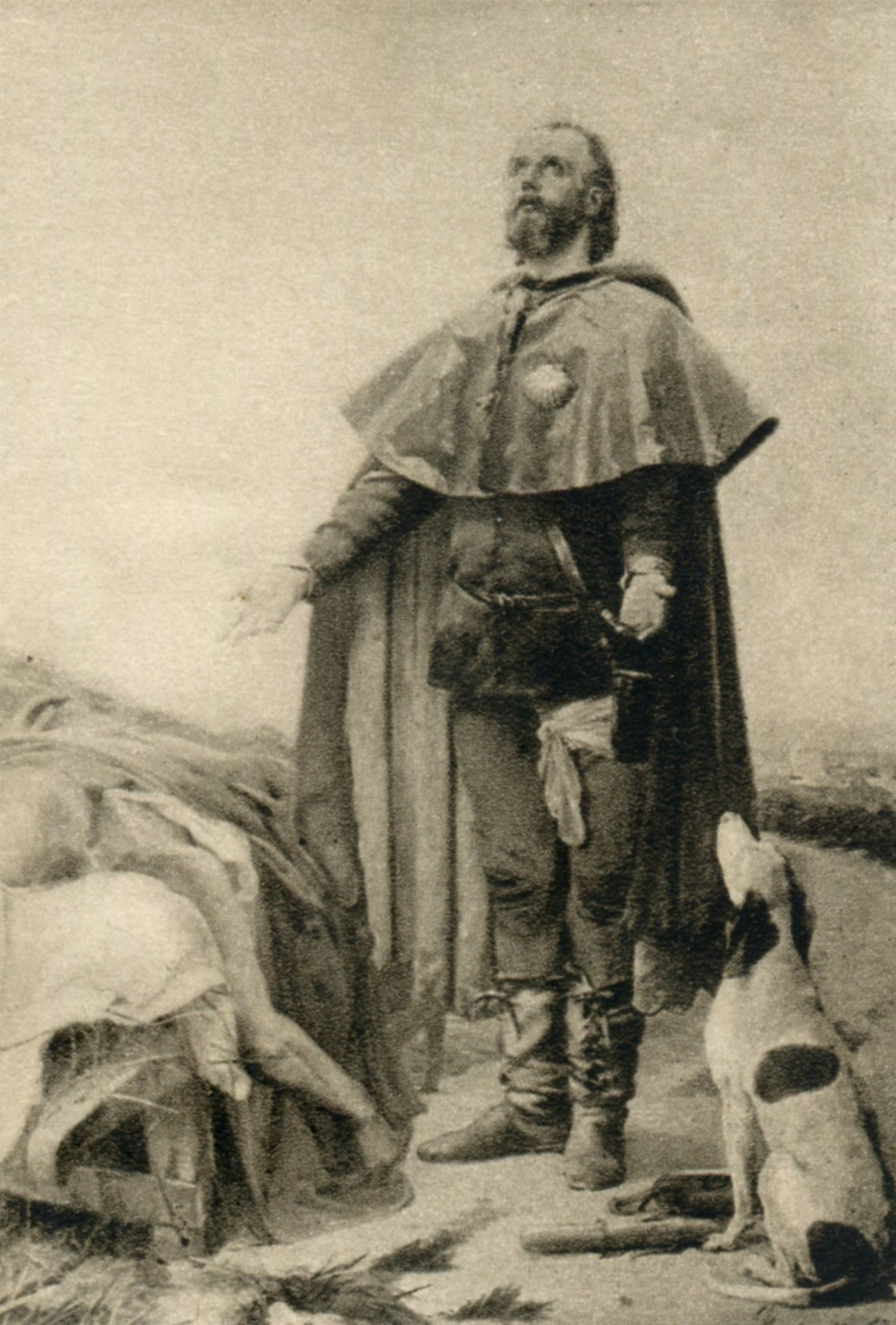
Giacomo Martinetti, San Rocco, Gerusalemme, Chiesa di San Salvatore, 1886

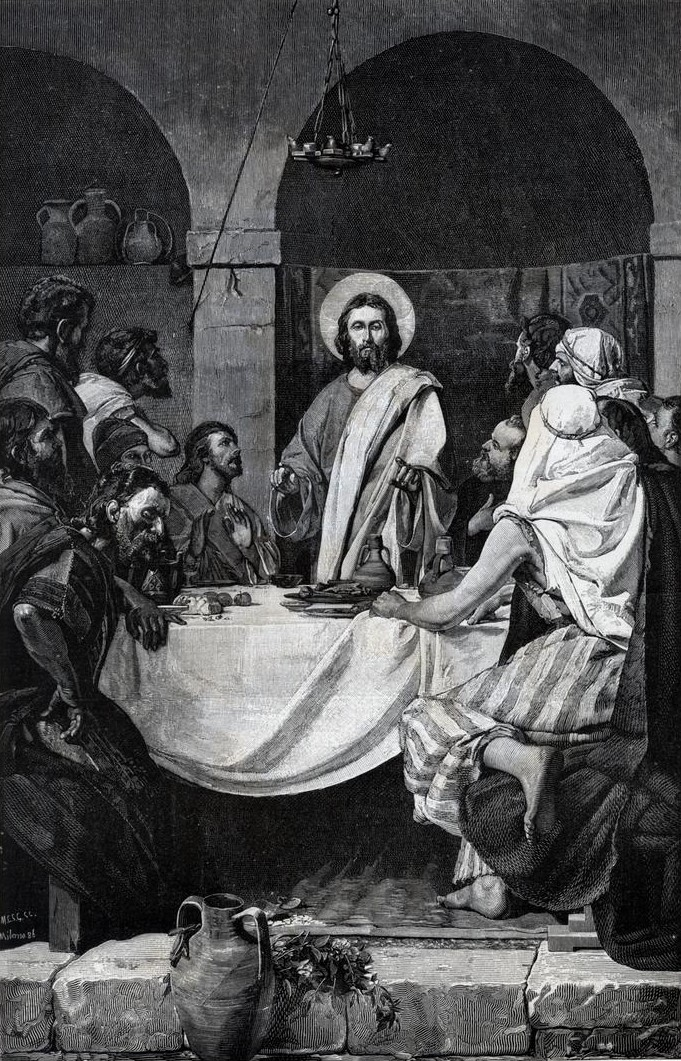
Giacomo Martinetti, Ultima cena, Gerusalemme, Chiesa di San Salvatore, 1886

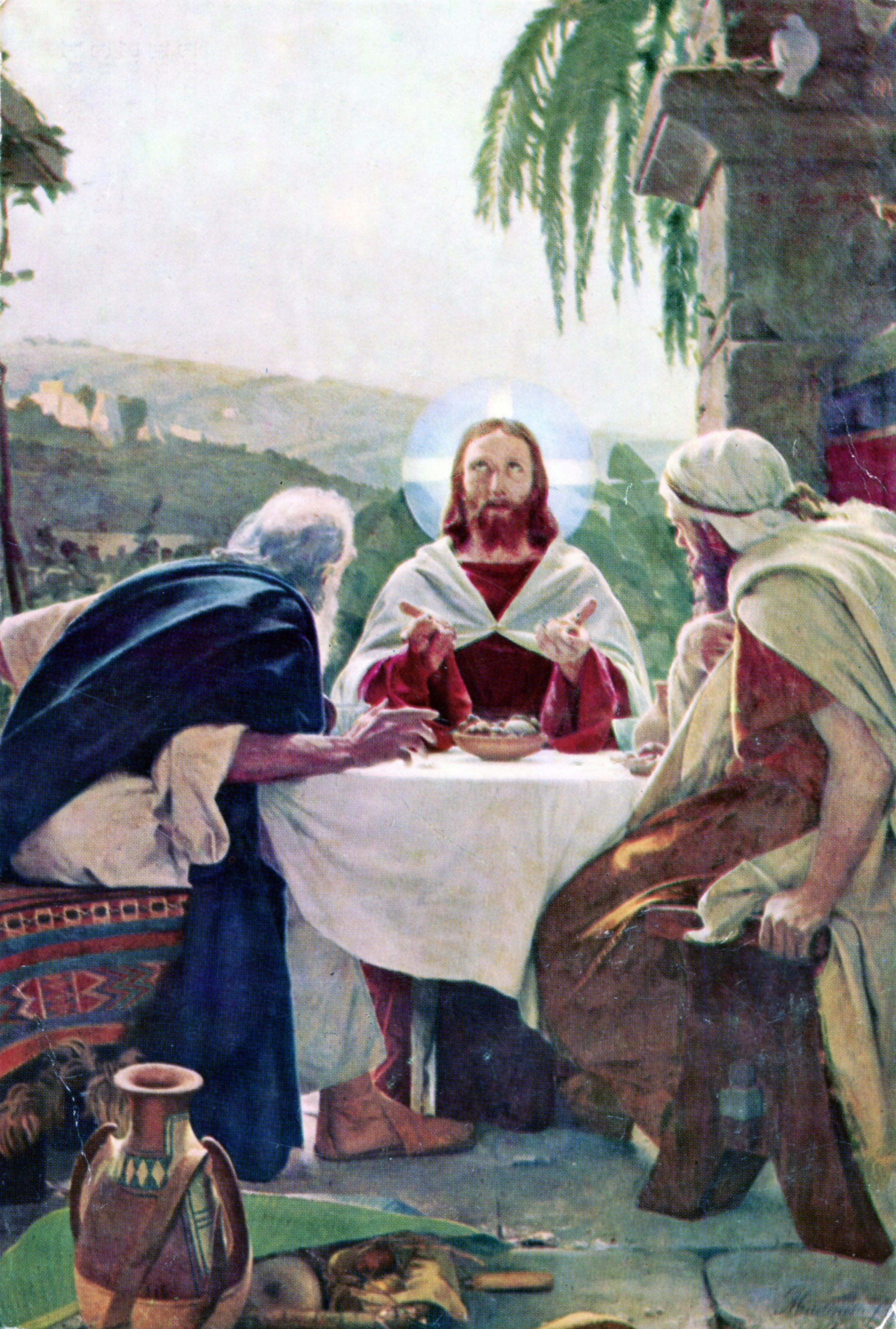
Giacomo Martinetti, Cena in Emmaus, Gerusalemme, Chiesa di San Salvatore, 1891

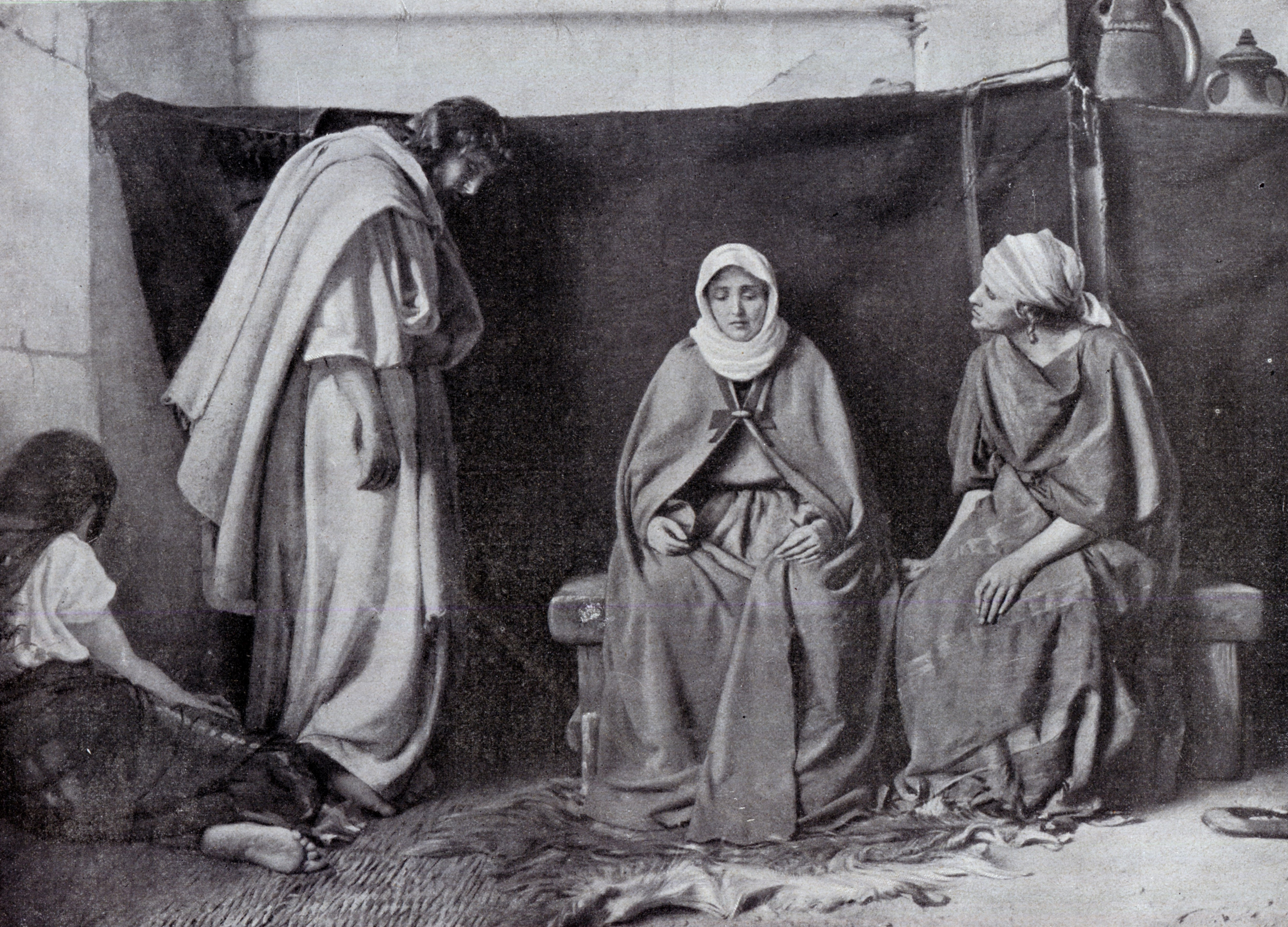
Giacomo Martinetti, Dopo la Crocifissione o La Madonna in casa di Giovanni, Gerusalemme, Chiesa del Santo Sepolcro, 1893

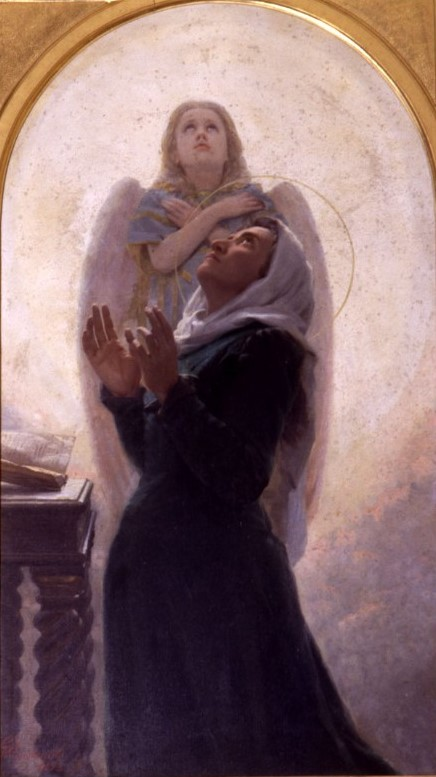
Giacomo Martinetti, Santa Francesca Romana, Civezza, Chiesa di San Carlo, 1893

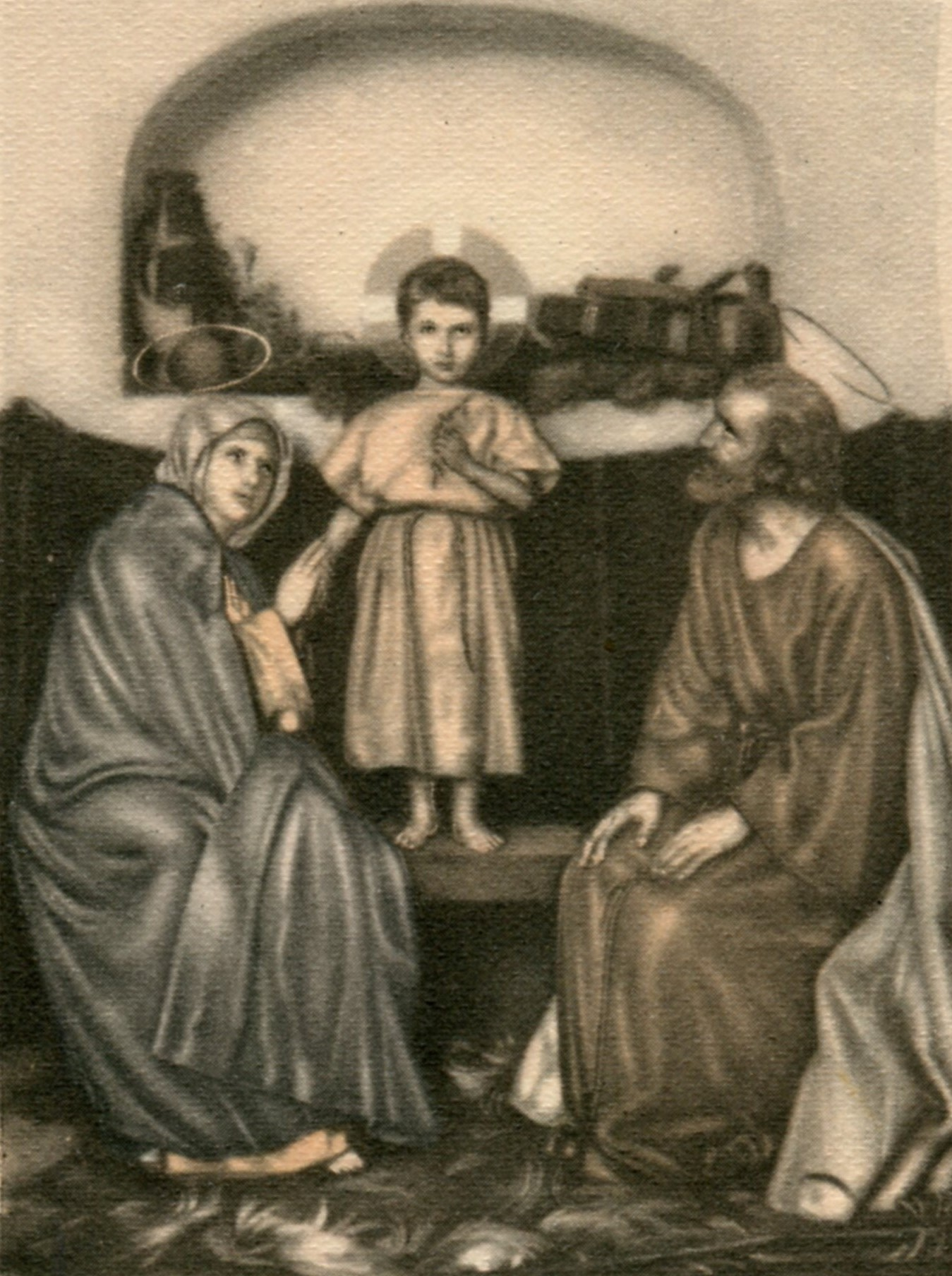
Giacomo Martinetti, Sacra Famiglia, 1898

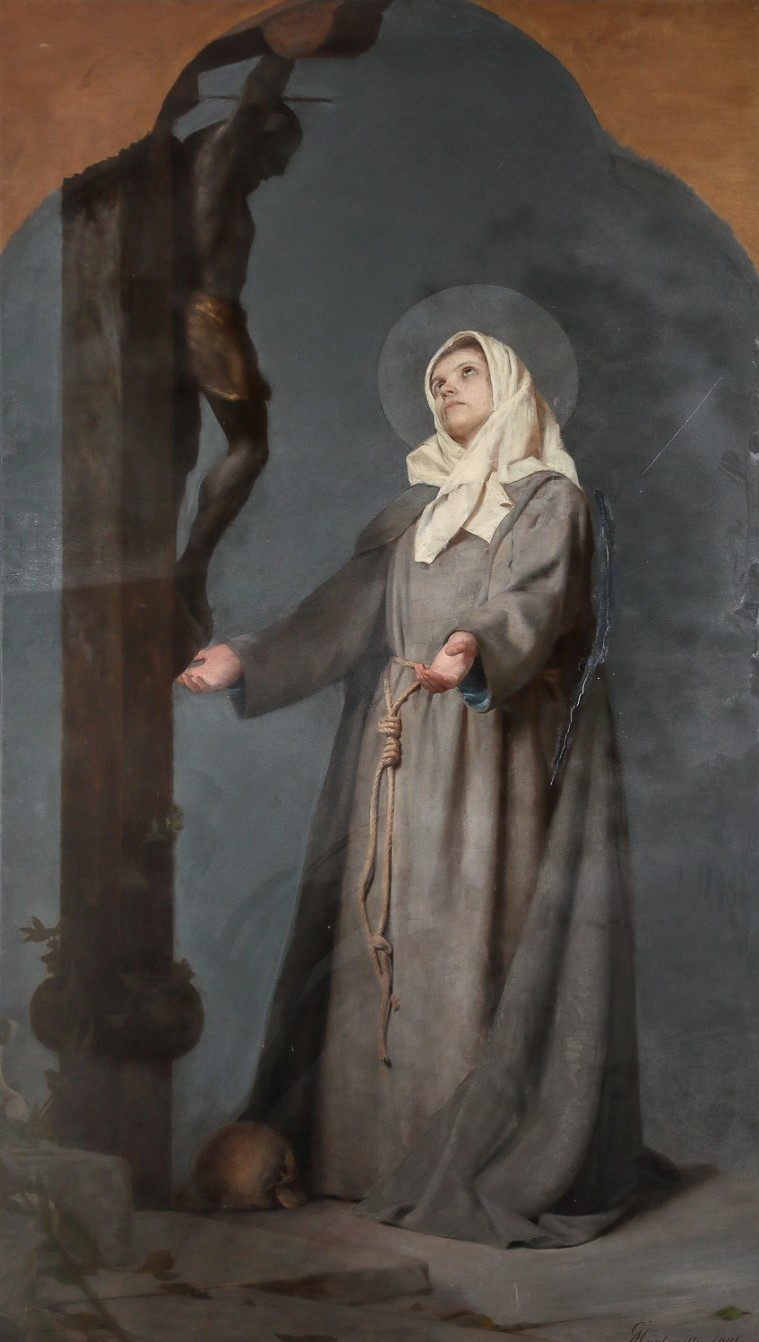
Giacomo Martinetti, Santa Margherita da Cortona davanti al crocifisso, Firenze, Chiesa di San Leone Magno, 1901

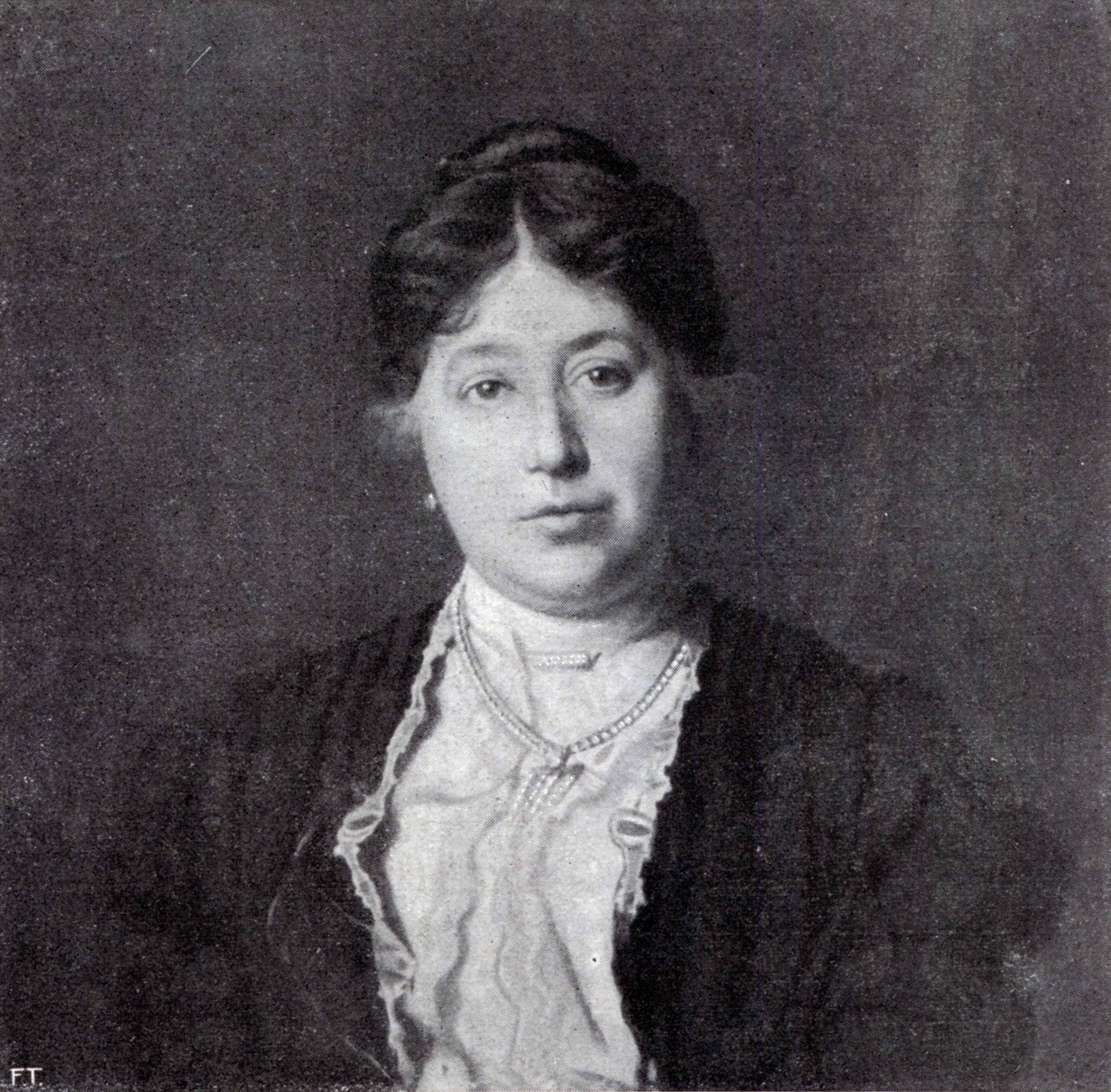
Giacomo Martinetti, Ritratto della moglie Maria Altrocchi, ubicazione ignota, 1907

## Opere
- David, ubicazione ignota, 1861;
- Guglielmo Tell, ubicazione ignota;
- Giotto che disegna osservato da Cimabue, 1865 ca., Rancate (Mendrisio, Svizzera), Pinacoteca cantonale Giovanni Züst;
- Michelangelo rifiuta ad Alessandro de’ Medici di scegliere il luogo e di costruire la Fortezza, ubicazione ignota, 1861;
- Fanciulla dormiente, Firenze, Galleria d’Arte Moderna di Palazzo Pitti, 1864;
- San Carlo Borromeo durante la peste di Milano, Cernesio, Chiesa di San Carlo Borromeo, 1871;
- Dianora de’ Castracani rinviene Castruccio nella vigna, Firenze, Galleria d’Arte Moderna di Palazzo Pitti, 1873;
- Santa Chiara, Gerusalemme, Chiesa del Santo Sepolcro, 1873;
- Michelangelo al letto di Vittoria Colonna morta, 1875;
- San Rocco, Gerusalemme, Chiesa di San Salvatore, 1886;
- Ultima cena, Gerusalemme, Chiesa di San Salvatore, 1886;
- Cena in Emmaus, Gerusalemme, Chiesa di San Salvatore, 1891;
- Dopo la Crocifissione o La Madonna in casa di Giovanni, Gerusalemme, Chiesa del Santo Sepolcro, 1893;
- Santa Francesca Romana, Civezza, Chiesa di San Carlo, 1893;
- Santa Francesca Romana che distribuisce il pane ai poverelli, Cernesio, Chiesa di San Carlo Borromeo 1896;
- Sacra Famiglia, presentato al Concorso dell’Esposizione di Arte Sacra di Torino, 1898;
- Nostra Signora del Sacro Cuore di Gesù, Bellinzona, Istituto Santa Maria di Bellinzona;
- Santa Margherita da Cortona davanti al Crocifisso, Firenze, Chiesa di San Leone Magno, 1901.